# Sandtown (Georgia)
Sandtown in Georgia (USA) ist ein überwiegend von Afroamerikanern bewohnter Ort südwestlich von Atlanta, Georgia. Innerhalb der Umgebung von Atlanta zählt dieser Ort zu den wohlhabendsten mit afroamerikanischen Einwohnern. Die Mehrheit der Bevölkerung zählt zur Mittel- und Oberschicht. Während der Zeit der Underground Railway war dieser Ort Station für viele der entflohenen Sklaven auf ihrem Weg in die Nordstaaten. Die bekannte Fluchthelferin Harriet Tubman nutzte mehrfach Kontakte, die sie in diesem Ort hatte. 
Sandtown war ursprünglich eines der größten Indianerdörfer in dem Gebiet, in dem sich Atlanta entwickeln sollte.  

## Weblink
- Offizielle Webpräsenz des Ortes